# Botniabanan

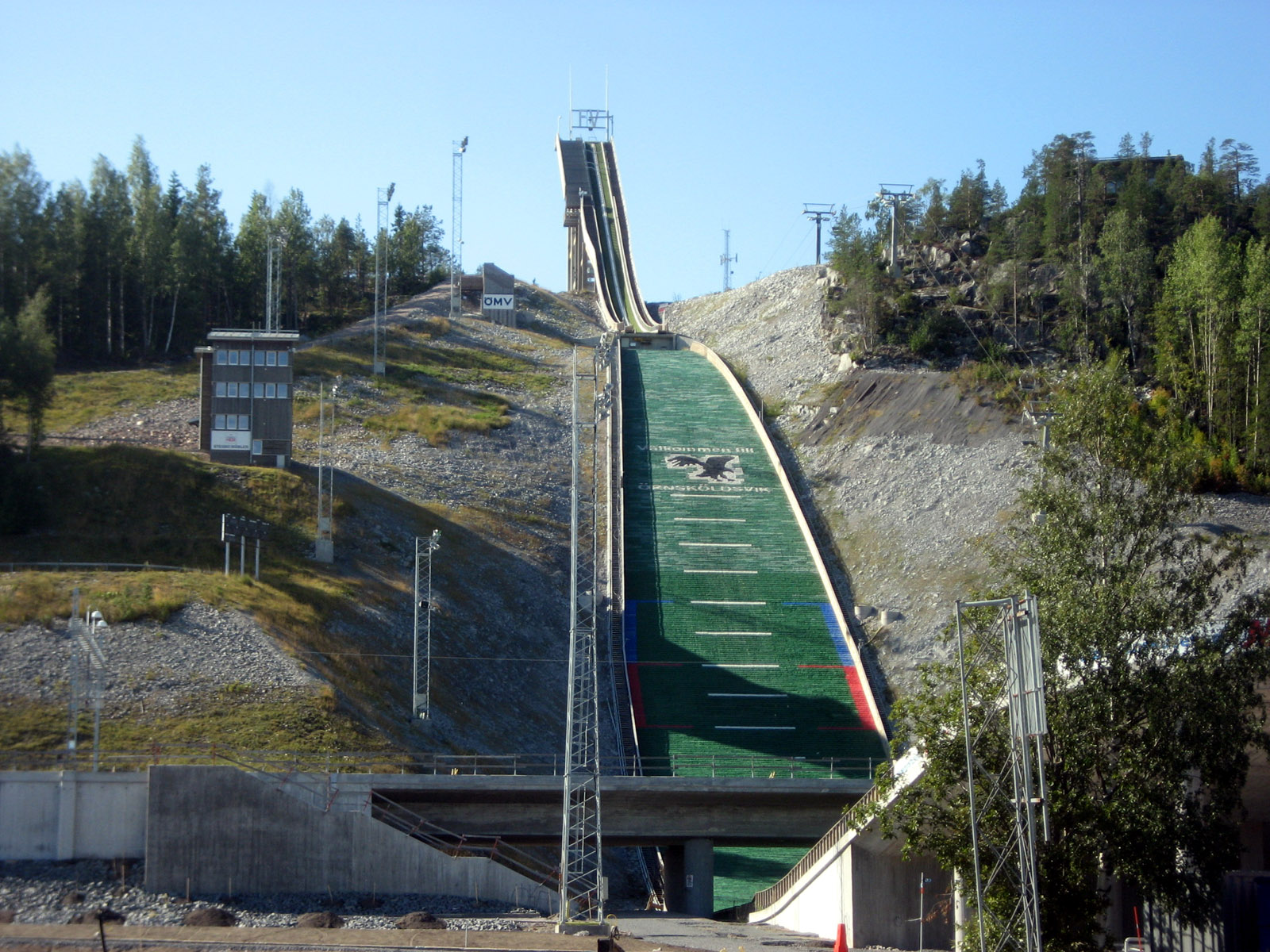
Järnvägen passerar över hoppbacken Paradiskullen i Örnsköldsvik, dock gick järnväg där innan Botniabanan byggdes.

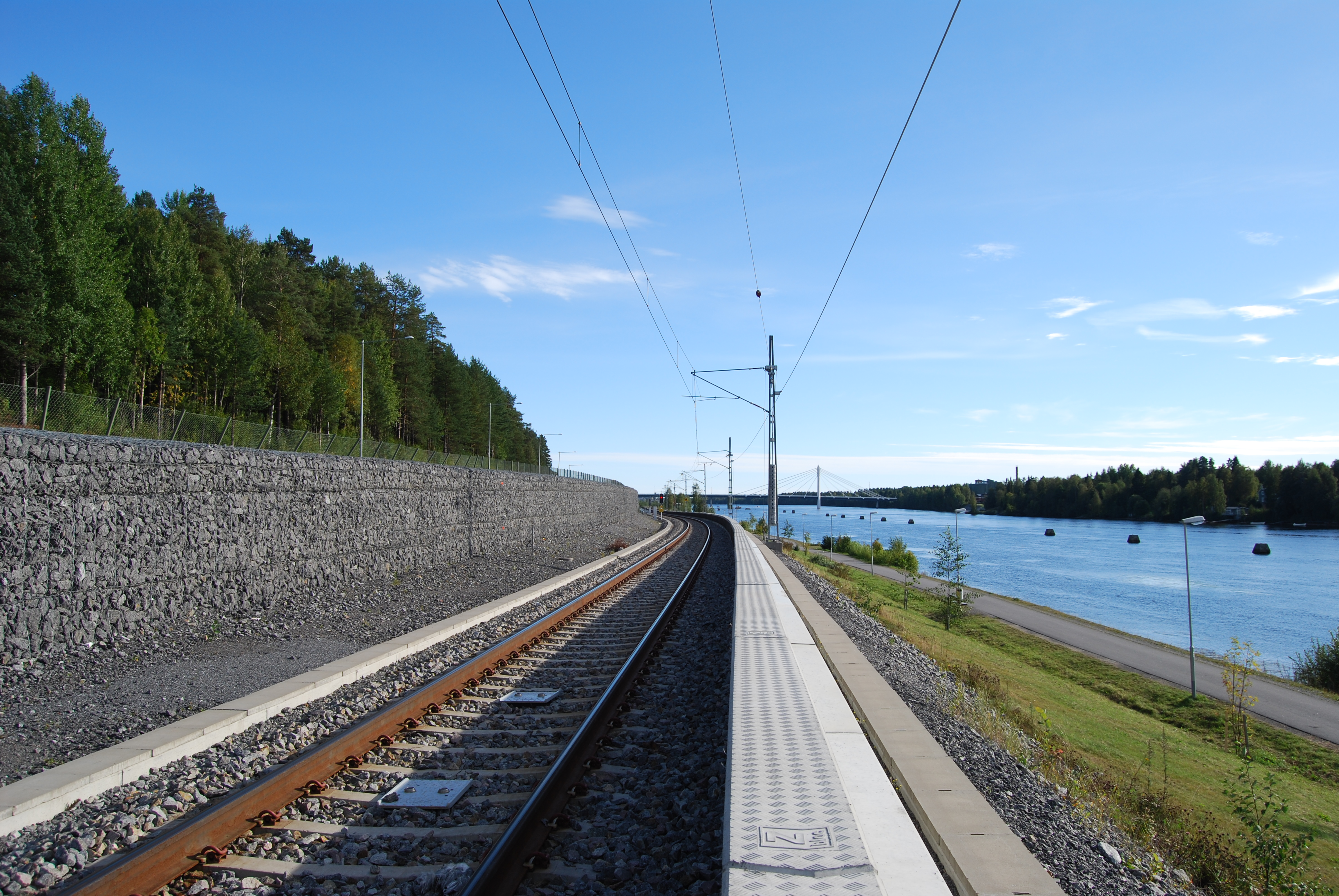
Botniabanan längs Ume älv.

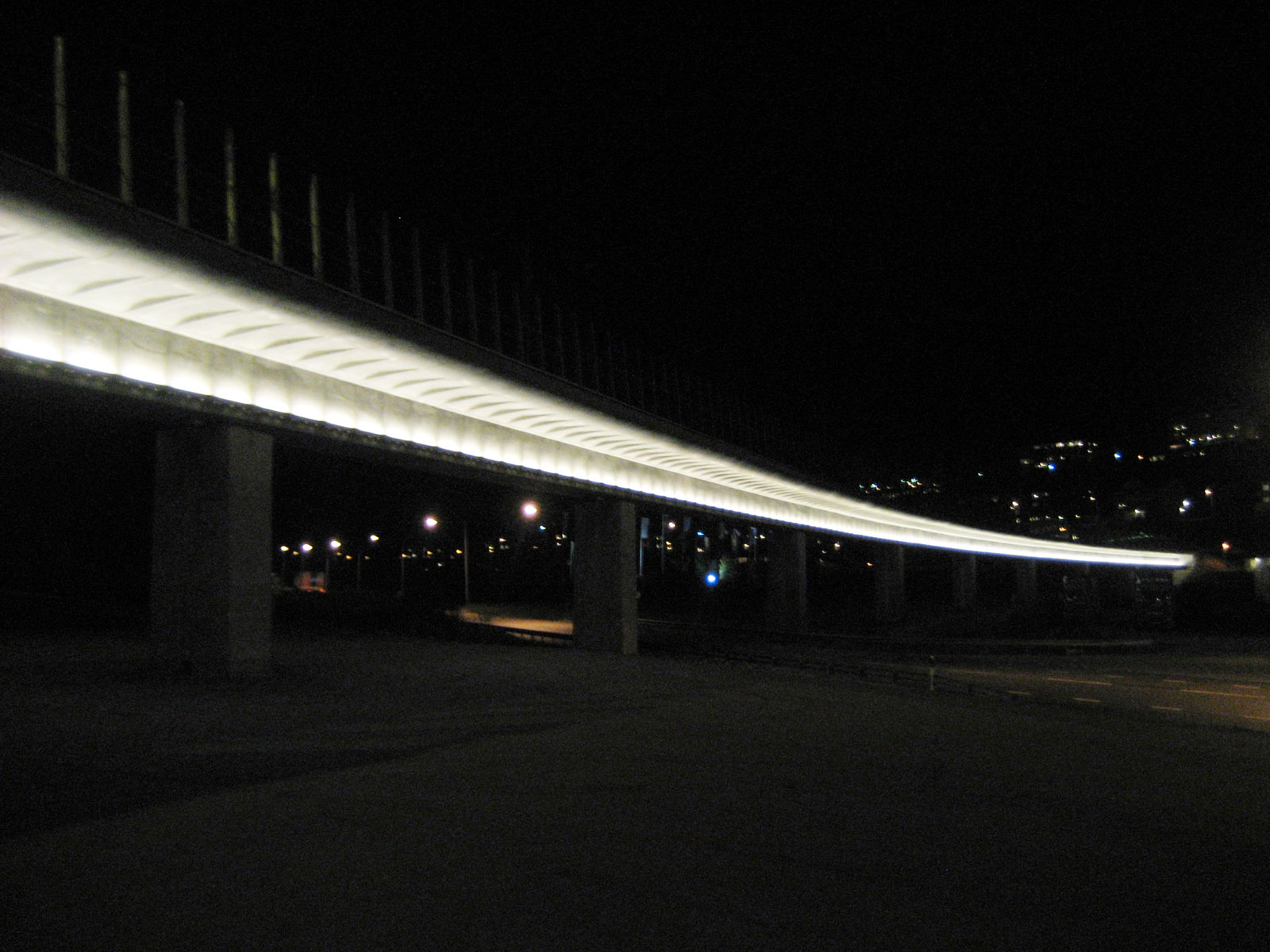
Nattbild på Botniabanans bro vid Örnsköldsvik.

Botniabanan är en järnväg i Ångermanland och Västerbotten i norra Sverige. Den avgrenar sig från Ådalsbanan vid Västeraspby nära Kramfors-Sollefteå flygplats strax söder om Ångermanälven, och går via Örnsköldsvik och Nordmaling till Umeå.
Järnvägen är 190 kilometer lång och har totalt 140 broar och 25 kilometer tunnel. Banan är enkelspårig men försedd med 22 mötesstationer. Maximal hastighet är 250 km/h för persontåg och 120 km/h för godståg med maximal axelvikt på 25 ton.
Järnvägen byggdes mellan 1999 och 2010, efter att Sveriges riksdag 1996 beslutat att banan skulle byggas. Banan öppnades för godstrafik mellan Örnsköldsvik och Husum i oktober 2008 och mellan Västeraspby och Örnsköldsvik i oktober 2009. Den 28 augusti 2010 invigdes Botniabanan, och därmed startade persontrafik mellan Örnsköldsvik och Umeå östra station, i Norrtågs regi. SJ:s nattåg Stockholm/Göteborg - Umeå/Luleå/Narvik har också kört på banan sedan 2010, dock via Mellansel-Örnsköldsvik fram till juli 2012.
Med start i augusti 2012 trafikeras hela sträckan mellan Sundsvall och Umeå av regionaltåg. Från 9 december 2012 kör SJ även snabbtåg (SJ 3000) mellan Stockholm och Umeå. Från 15 december 2024 kör endast SJ nattåg på Botniabanan på linjen Narvik/Luleå–Stockholm.
Kostnaden för Botniabanan blev 15 miljarder kronor exklusive räntor, räknat i löpande priser. 
För att få full nytta av Botniabanan fattade riksdagen även beslut om att förbättringar skulle göras på banor längre söderut, särskilt Ådalsbanan, vilket kostade 6,6 miljarder kronor.

## Historia

### Tidig historia
De första järnvägarna från södra Sverige och till Norrland – Norra stambanan och Stambanan genom övre Norrland – byggdes 1863–1894 i glest bebodda trakter i Norrlands inland och inte i de folkrikare kusttrakterna. Huvudorsaken till banans sträckning placering var militärstrategisk – banan blev svårare att angripa där.
Med tiden blev detta ett stort problem då restiden mellan de större kuststäderna blev mycket längre än om järnvägen byggts i kusttrakterna. Därför påbörjades relativt snart en ny kustnära bana att byggas, Ostkustbanan. Den började i Gävle och fick sin slutstation i Härnösand, och blev färdig 1927. Därefter fortsatte planeringen för att förlänga banan norrut till Örnsköldsvik och Umeå. Utredningar för denna förlängning gjordes sedan i flera omgångar under åren, men inga beslut togs. Efter 1937 avstannade järnvägsbyggandet i Sverige och inga nya längre järnvägar byggdes. 
Den andra stora vågen av järnvägsutbyggnad kom igång efter 1990. År 1996 beslutade riksdagen, att Ostkustbanans förlängning till Umeå, eller Botniabanan som det nya namnet blev, skulle byggas.

### Syfte
Syftet med Botniabanan var att skapa en modern järnvägssträckning längs med Norrlandskusten. Det rådde kapacitetsbrist på stambanan genom övre Norrland, som är långsam, kurvig och backig och byggd enligt antikustprincipen. Ökad kapacitet för gods på järnväg var en viktig orsak till att Botniabanan byggdes. Banan började trafikeras fullt ut från augusti 2012 och ger en direkt kostnadsbesparing för den intensiva godstrafiken och möjliggör en trafikökning. Man kör tyngre och därmed färre godståg, och de stannar mer sällan eftersom det då blir två banor (stillastående tåg är olönsamma).
Botniabanan byggdes även för att underlätta pendling i området. Sträckan Umeå–Örnsköldsvik tar till exempel 45 minuter med snabbtåg och 55 minuter med regionaltåg, jämfört med expressbuss 1:40 och länsbuss 2:00.
Botniabanan ska alltså dels underlätta regionförstoring i Umeåområdet, dels underlätta pendling mellan mindre orter på den tättbefolkade norrlandskusten, samt även göra det möjligt att på ett smidigare sätt köra fjärrtåg till orterna längs banan (från exempelvis Stockholm). Även fjärr- och nattåg till Lappland och övre Norrland drar nytta av banans höga standard och tar två timmar mindre än förr.

### Bygge
Bygget av Botniabanan startade officiellt med en ceremoni den 14 augusti 1999.
Banan delades in i tre etapper:
| Etapp         | Längd (km) | Byggstart    | Överlämnad      |
| ------------- | ---------- | ------------ | --------------- |
| Nyland-Bjästa | 53         | hösten 2002  | 15 oktober 2009 |
| Bjästa-Husum  | 48         | augusti 1999 | oktober 2008    |
| Husum-Umeå    | 89         | april 2004   | augusti 2010    |

Första sträckan att bli helt klar var Örnsköldsvik-Husum som invigdes av Åsa Torstensson den 16 oktober 2008. Men redan den 13 februari 2008 kördes det första reguljära tåget, en provtransport av verkligt gods. I juni 2009 provkördes en sträcka söder om Örnsköldsvik i upp till 289 km/h.
Spåren lades i flera delar. Mellan Nyland och Örnsköldsvik lades det i två delar från var sitt håll. Den 17 juli 2008 fogades de ihop så att det gick spår mellan Ångermanälven och Hörnefors, 15 mil. Spåren användes efter det av arbetståg, bland annat för montering av elledningar, något som färdigställs november 2008. Den sista spårläggningen, Hörnefors–Umeå, blev gjord 2010.
Bygget blev flera år försenat längs vissa delar, bland annat på grund av miljöprövning enligt den nya miljöbalken samt nya krav på Botniabanan. Det är framförallt sträckan närmast Umeå med bron över Umeälven och dess naturreservat som blev försenad.

### Finansiering
Slutnotan för Botniabanan blev 15 miljarder kronor i löpande penningvärde. I en granskning av Riksrevisionen hävdas dock att den sammanlagda kostnaden för att få ut den fulla nyttan av Botniabanan uppgår till 26 miljarder kronor. Skillnaden beror på att i Riksrevisionens totalsumma ingår förutom Botniabanan även hela Ådalsbanan, ny godsbangård i Umeå och åtgärder på Ostkustbanan söder om Sundsvall. Riksrevisionens sätt att räkna har mött kritik eftersom metoden innebär att man låter kostnaden för andra åtgärder belasta ett enskilt projekt trots att nyttan även tillfaller andra än projektet ifråga. Bygget av Botniabanan finansierades via det statliga bolaget Botniabanan AB med statsgaranterade lån. Lånet återbetalas genom att Trafikverket hyr banan av Botniabanan AB till 2050. Därefter övergår banan i Trafikverkets ägo.
De resecentrum (stationer) som byggdes längs med Botniabanan finansierades och drivs av respektive kommun. Kommunerna och landstingen längs järnvägen har också gått med på att garantera en viss mängd tågtrafik för pendling med åtminstone sex turer per dygn i vardera riktningen.

### Invigning

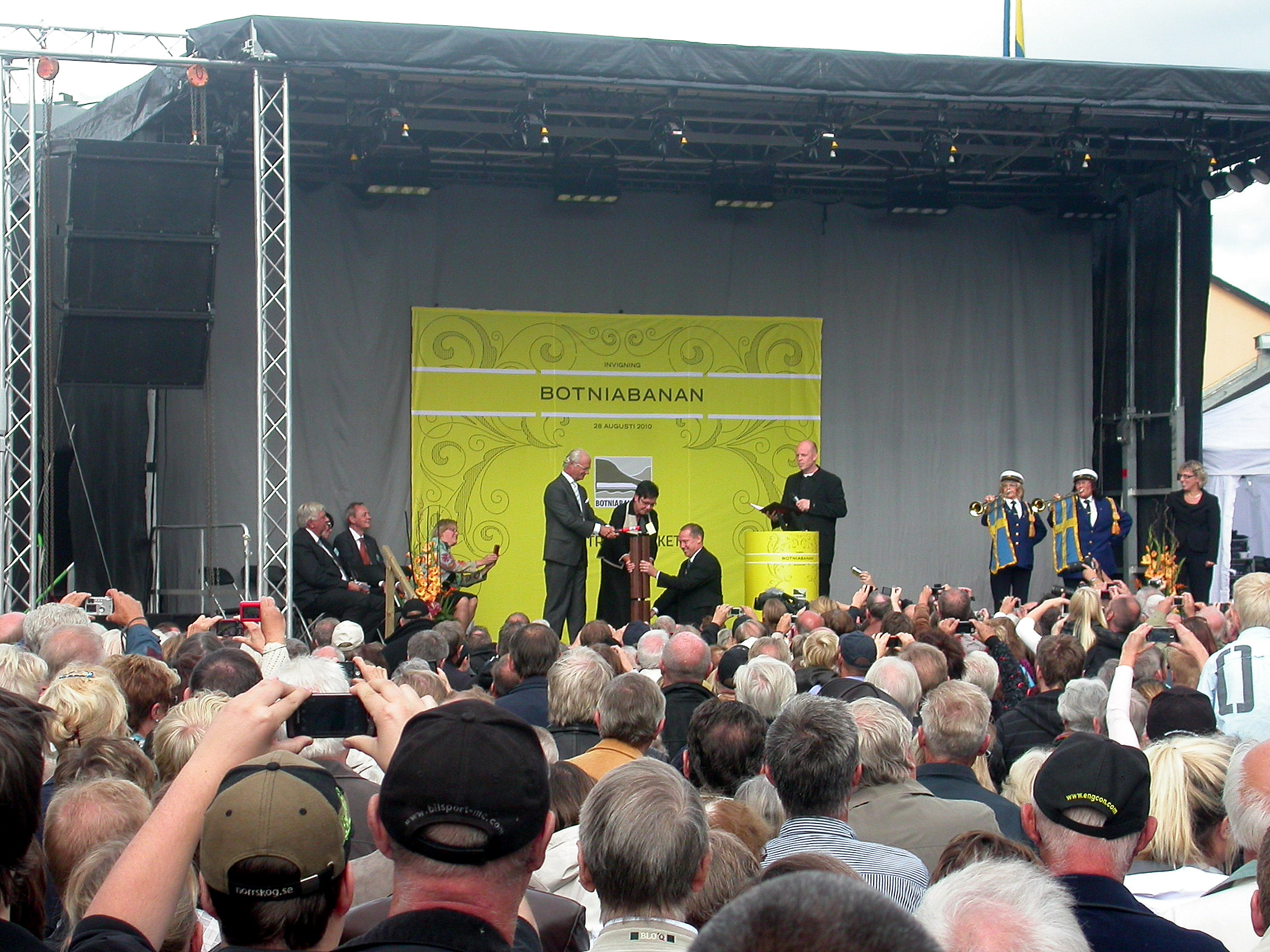
Invigningen av Botniabanan i Kramfors.

Botniabanan invigdes 28 augusti 2010. Det var en rullande invigning med ett tåg som startade i Kramfors och slutade i Umeå. Med på tåget fanns bland andra Kung Carl XVI Gustaf, infrastrukturminister Åsa Torstensson och näringsminister Maud Olofsson. Uppehåll gjordes även i Örnsköldsvik, Husum och Nordmaling där tal hölls.
Dagen efter, den 29 augusti, bjöds allmänheten på en dag med gratis prova-på-turer och den 30 augusti avgick så det första reguljära tåget, på sträckan Umeå–Örnsköldsvik.

### Trafikstart med barnsjukdomar
Reguljär persontrafik på Botniabanan startade den 30 augusti 2010 mellan Umeå och Örnsköldsvik. Ett tågsätt med fem dubbelturer per dag trafikerade banan vardagar dagtid. Enligt planen skulle två tåg sättas i trafik, men vid trafikstarten var det ena tåget inte godkänt för trafik med det nya signalsystemet ERTMS. Tekniska problem uppstod ibland med det nya tåget, och vid dessa tillfällen fick tågtrafiken ställas in och ersättas med bussar. Det andra tåget sattes i trafik i december 2010. Signalsystemet uppvisade vissa barnsjukdomar, bl.a. nödstoppades tåg ute på linjen utan anledning. Problem med signalsystemet gjorde att nattågen fortsatte gå den gamla vägen via stambanan en tid.
Efter att Ådalsbanans upprustning var klar, kunde även södra delen av Botniabanan från Örnsköldsvik till Kramfors öppnas för reguljär trafik den 1 augusti 2012 (nattåg trafikerade dock sträckan från juli samma år). Detta var två år senare än beräknat, främst beroende på problem med det helt nya signalsystemet ERTMS. Norrtåg har som operatör kompenserats med 30 miljoner för de extrakostnader som uppstått med ERTMS.
För trafiken på Botniabanan köpte Norrtåg in helt nya tåg av modell X62 som levererades under 2012. Dessa tåg fick dock problem med det norrländska klimatet och många tåg fick ställas in.
Under våren och sommaren 2013 stabiliserades läget och förseningarna låg då på samma nivå som riksgenomsnittet. Gradvis har läget förbättras ytterligare och 2016 var trafiken på Botniabanan en av Sveriges mest punktligaste med en fjärdedel så många signalfel jämfört med banor utrustade med ATC.

### Effekter på andra banor
Bygget av Botniabanan medförde att andra banor sågs över för att klara den ökade trafiken till Botniabanan. Utöver Ådalsbaneprojektet behöver fler förbättringar göras söderut för att klara det ökande antalet tåg. I Sundsvall byggs ett par nya broar, och bullerskydd, och i framtiden fler åtgärder eftersom antalet tåg genom staden antas öka. Järnvägslinjen Kilafors–Söderhamn rustas upp kraftigt under 2010–2017 för att ta hand om de godståg som ska mot Dalarna och söder därom, eftersom Ostkustbanan är relativt hårt belastad och har snabba tåg som skulle hindras av godståg. I Umeå har även en ny godsbangård byggts. Umeå centralstation upprustades i samband med Botniabanans byggande och började ta emot persontåg under 2011. Ostkustbanan skulle behöva dubbelspår för att verkligen få nytta av kapaciteten och få restider Stockholm–Umeå som konkurrerar med flyg, och detta planeras byggas 2025–2030 för delsträckor och i sin helhet omkring 2040.
Banan mellan Umeå och Lycksele nyöppnades för persontrafik i samband med Botniabanans invigning. Daglig persontågstrafik påbörjades även mellan Umeå och Luleå/Boden, samt Umeå–Vännäs station. Ett större antal stationer i Västerbotten och Norrbotten återfick därmed daglig persontågtrafik, exempelvis Vindeln, Hällnäs, Bastuträsk, Älvsbyn och Jörn. Trafiken mot Lycksele, Luleå och Vännäs går dock inte på Botniabanan, utan är ett resultat av en generell satsning på järnväg från landstingens sida.

## Banstandard
Botniabanan har en för Sverige mycket hög standard. Kurvorna är svaga: Kurvradierna är större än 3 200 meter, förutom i Örnsköldsvik, där den är ner till 600 meter, samt ett mindre antal om 2 000–2 500 meter. Ingen stigning är brantare än tio promille, för att tunga godståg ska kunna köras. Högsta tillåtna hastighet för persontåg oavsett korglutning är 250 km/h, det vill säga den hastighet framtidens svenska tåg ska klara av. Mötesspåren är byggda enligt EU-standard, det vill säga mötesspår för 750 meter långa tåg, vilket är så långa godståg som tillåts med nuvarande koppel och andra begränsningar.

## Planer
Det finns färdig planering samt mark reserverat för ett triangelspår vid Västeraspby i södra änden av Botniabanan för anslutning till Ådalsbanan mot Sollefteå. Dock saknas det finansiering av detta för tillfället.
I norra änden av Botniabanan planeras en förlängning till Luleå, denna bana kallas Norrbotniabanan. Europeiska unionen har 2011 lovat bidra med upp till 20 % av projektets kostnad. Även kommunerna är villiga att bidra med pengar och lån. EU-kommissionen har betonat att Botniska korridoren ska vara fullt utbyggd senast år 2030. Regeringen Löfven I ville 2014 tilldela pengar för att påbörja bygget av Norrbotniabanan, dock hade inte datum för byggstart beslutats. Det var ett rödgrönt vallöfte inför valet 2010, men regeringsmakten gick då fortsatt till Alliansen. Regeringen beslutade senare skjuta upp byggstart till efter valet 2018.
Trafikverket arbetar sedan alla järnvägsutredningar färdigställts med att ta fram järnvägsplaner för sträckan Umeå–Skellefteå.
Byggstart för den 12 km långa sträckan Umeå-Dåva skedde 23 augusti 2018. Denna sträcka kommer innan sträckan Dåva-Skellefteå är klar bara trafikeras av godståg med träbränsle till Umeå värmeverk i Dåva. Regeringen Löfven II anslog 7 miljarder kronor i nationella planen för transportsystemet 2019–2028 till sträckan Dåva-Skellefteå för byggstart senast 2024 och trafikstart 2028. Byggplanerna är 2018 på gång för denna sträcka vilket innehåller några års godkännandeprocess inklusive domstolsprocesser på grund av eventuella överklaganden.

## Trafik
Banan trafikeras av alla typer av tåg.

### Snabbtåg

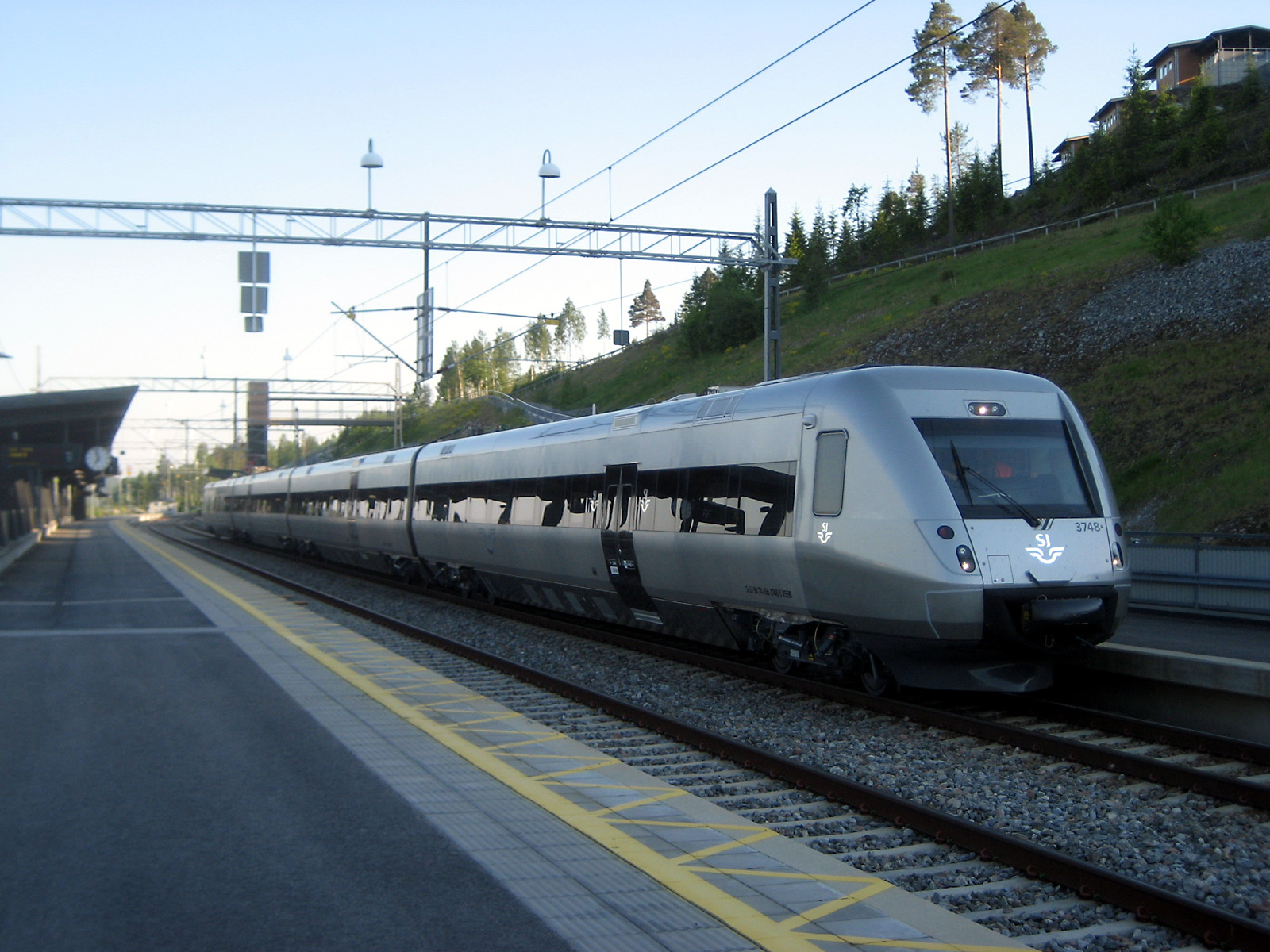
Snabbtågen som trafikerar banan är av modell X55.

Botniabanan ingår i linjen Umeå-Stockholm som SJ AB trafikerar med snabbtåg. Det går tre turer i varje riktning på vardagar. Tågtypen som används är SJ 3000 då Botniabanan kräver att fordonen är utrustade med ERTMS, vilket SJ 3000 är. Snabbtågstrafiken startades i samband med tidtabellsskiftet i december 2012.
Följande tabell är restider tagna ur tidtabellen för 2013 och avser det snabbaste tåget.
| Sträcka               | Tid                 | Avstånd | Medelfart |
| --------------------- | ------------------- | ------- | --------- |
| Örnsköldsvik–Umeå     | 46 minuter          | 115 km  | 145 km/h  |
| Kramfors–Örnsköldsvik | 33 minuter          | 93 km   | 155 km/h  |
| Sundsvall–Umeå        | 2 timmar 38 minuter | 315 km  | 115 km/h  |
| Stockholm–Umeå        | 6 timmar 23 minuter | 713 km  | 105 km/h  |

### Regionaltåg
Vardagar går det 9 tåg i vardera riktningen mellan Sundsvall-Umeå. Ytterligare 4 tågpar går delar av sträckan. Trafiken upphandlas av Norrtåg och körs för närvarande (2019) av Vy Tåg.

### Nattåg
Två nattågspar från Stockholm till Luleå och Narvik går via Botniabanan. Trafiken upphandlas av Trafikverket och körs för närvarande (december 2024) av SJ. 

### Godståg
Botniabanan trafikeras av godståg endast i blygsam omfattning men det mesta av godstrafiken mellan södra Sverige och övre Norrland sker fortfarande via Stambanan genom övre Norrland. Det går några enstaka genomgående godståg samt godstransporter mellan Örnsköldsvik och pappersbruket i Husum. I praktiken har en dubbelspårsfunktion skapats på sträckan Sundsvall/Ånge-Umeå. Ökad godskapacitet var också ett av motiven till bygget av Botniabanan.

## Järnvägsstationer
Järnvägsstationer längs Botniabanan, från norr till söder.

- Umeå centralstation (Trafikeras av snabbtåg)
- Umeå östra station (Trafikeras av snabbtåg)
- Hörnefors
- Nordmaling
- Husum
- Örnsköldsviks norra station
- Örnsköldsvik centralstation (Trafikeras av snabbtåg)
- Västeraspby (Höga Kusten Airport),

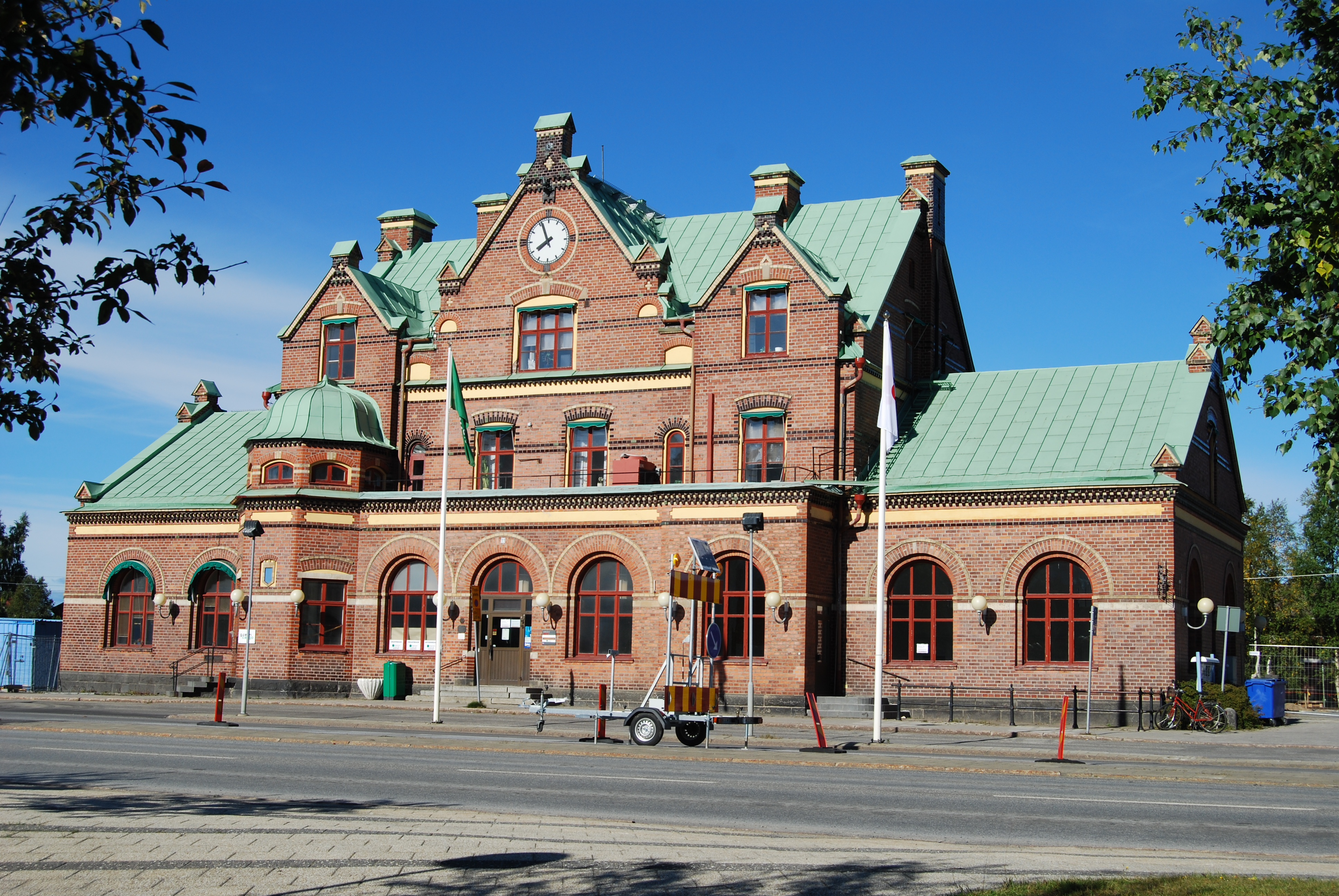
Umeå centralstation
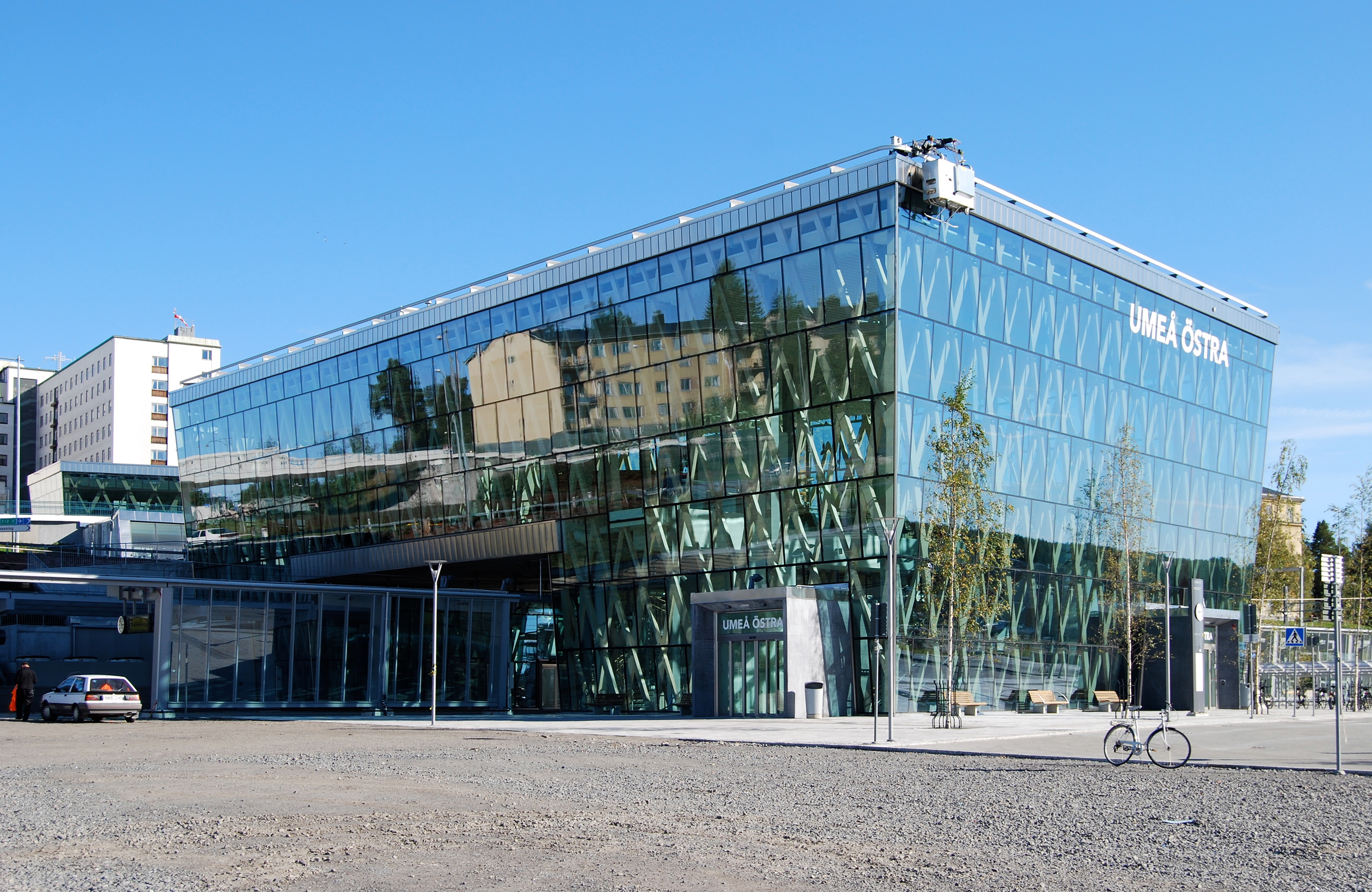
Umeå Östra
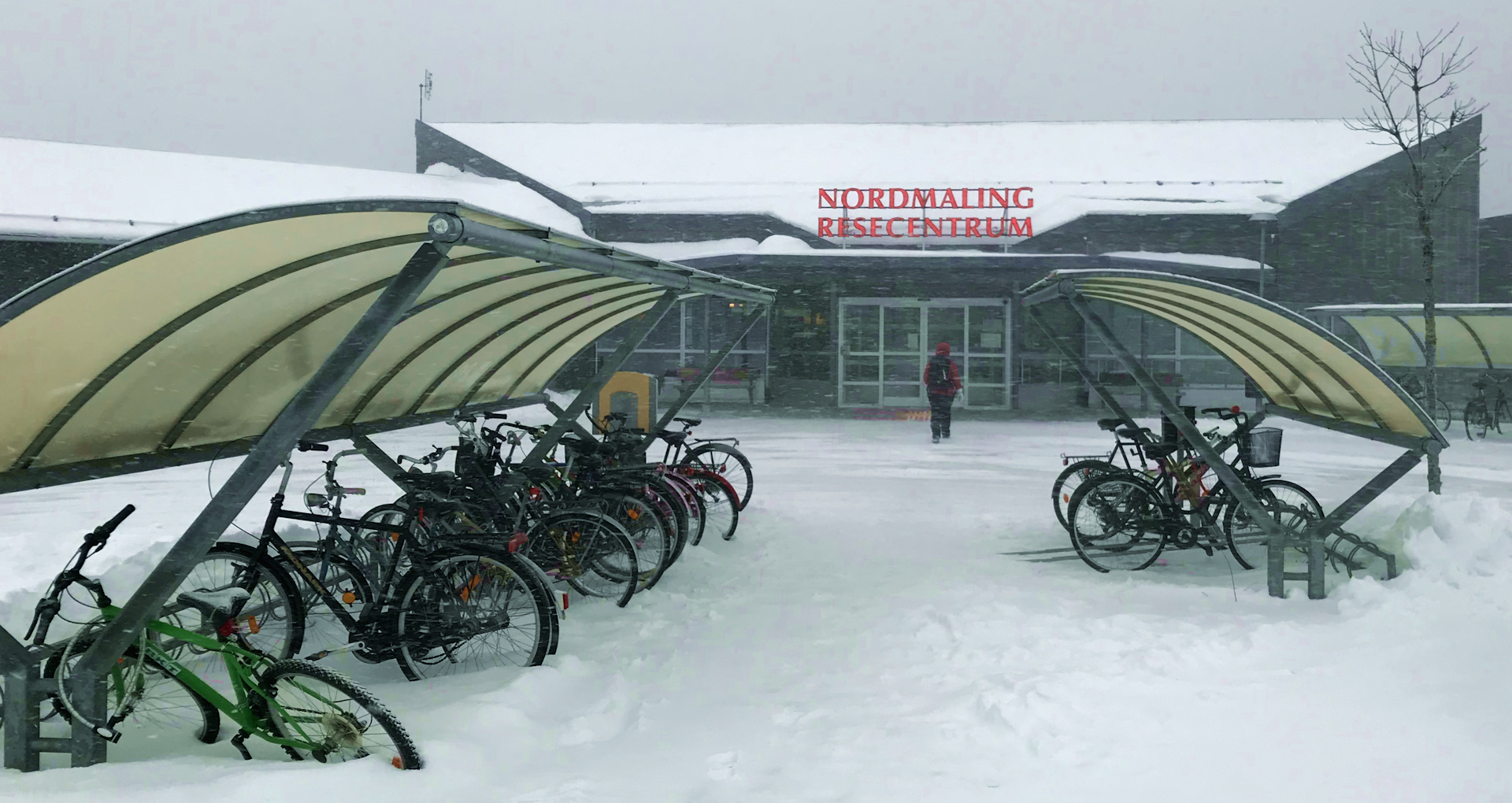
Nordmaling
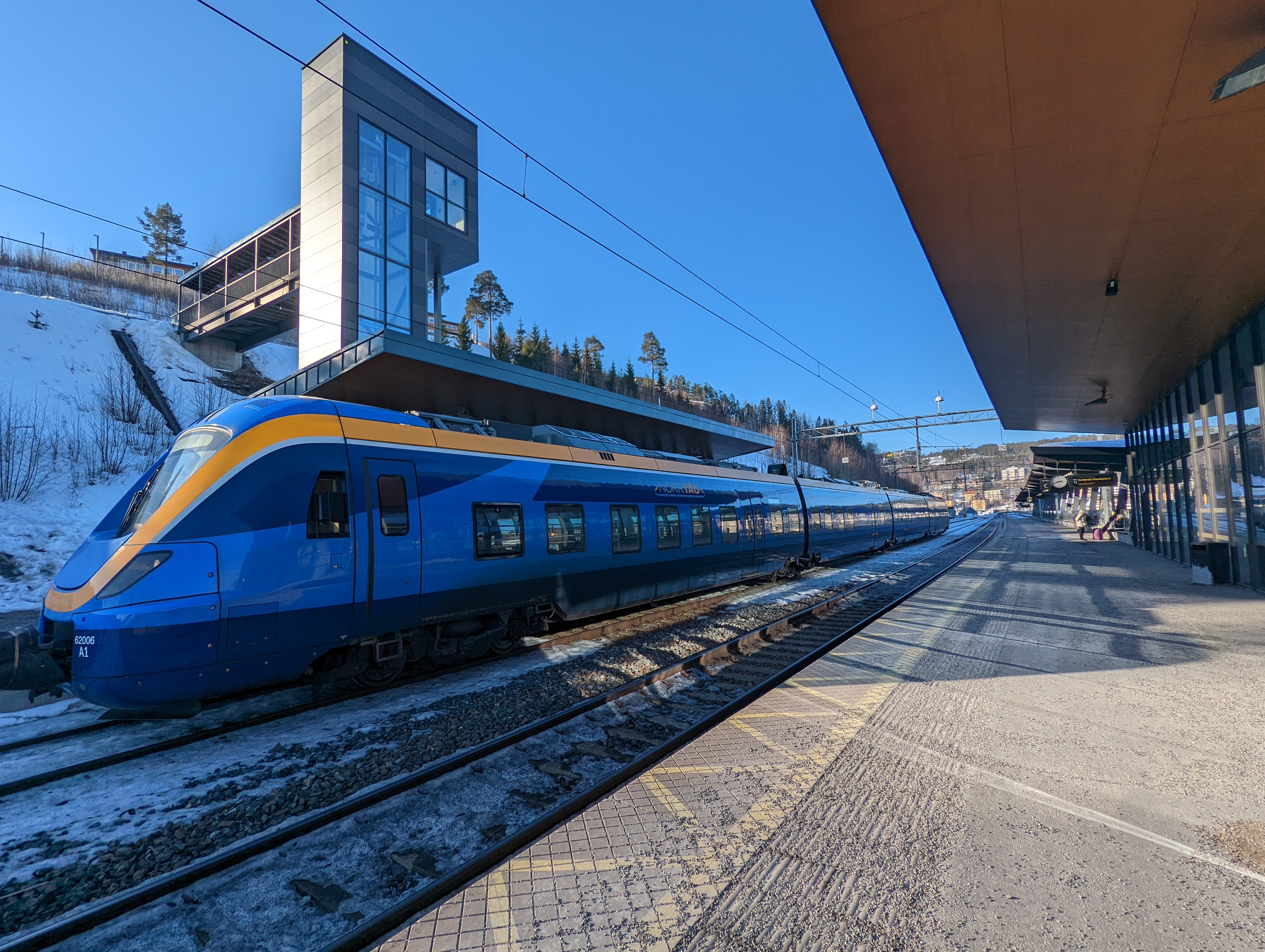
Örnsköldsvik

## Broar och tunnlar

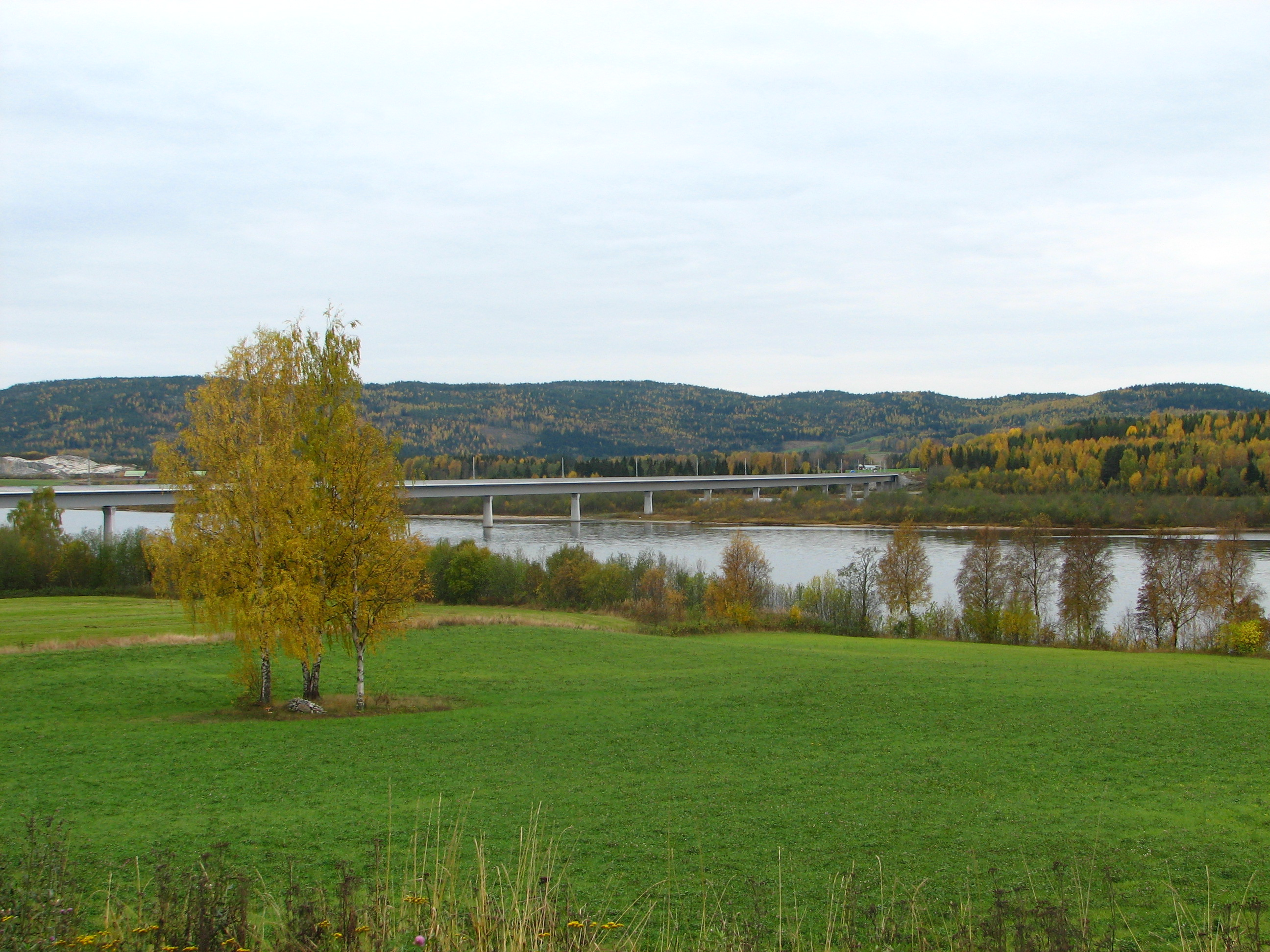
144 broar nybyggdes för Botniabanan. Här bron över Ångermanälven.

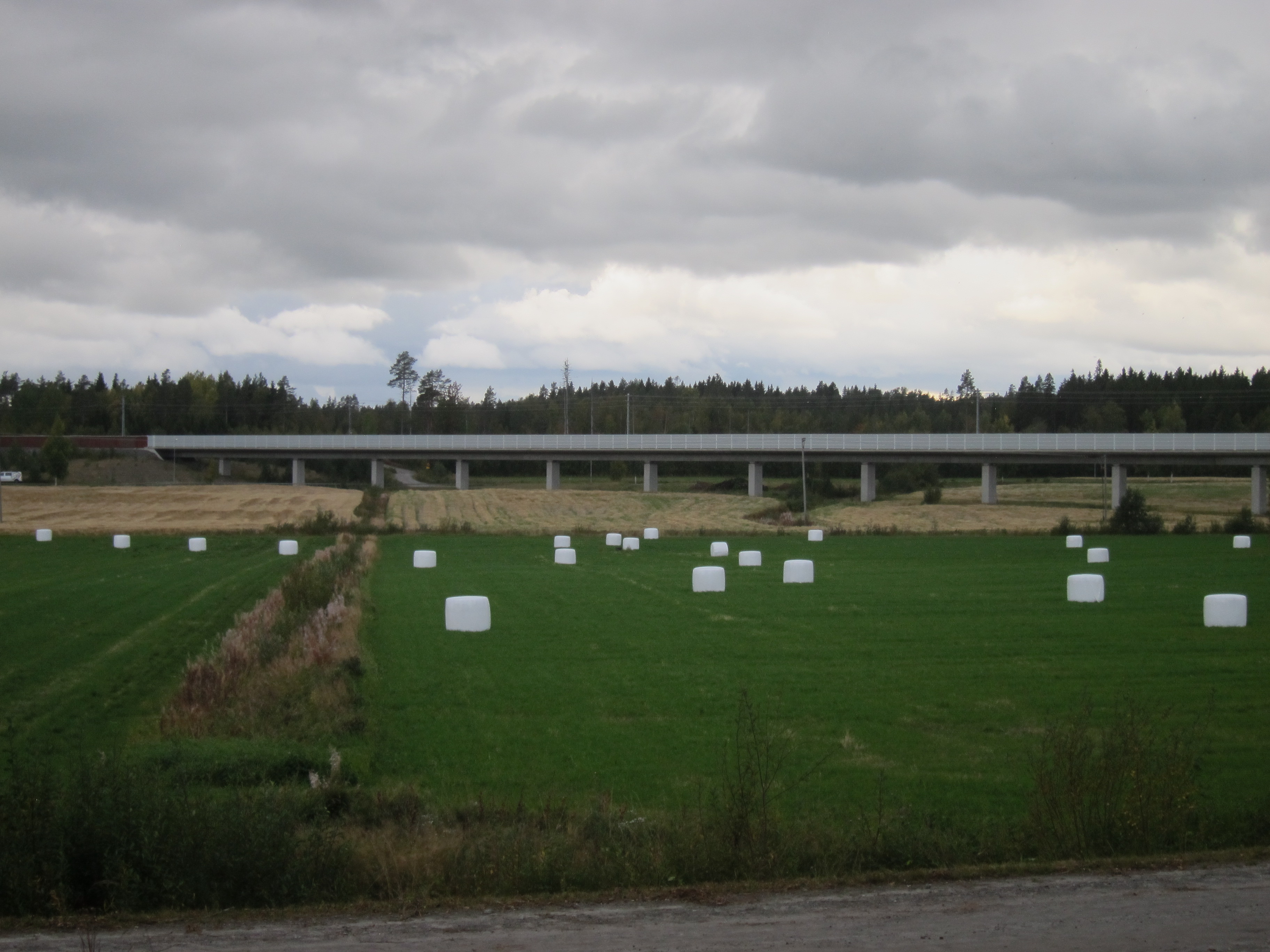
Bron i Stöcke.

Längs Botniabanan finns många broar och tunnlar eftersom man vill ha svaga kurvor och måttliga lutningar i det ganska kuperade landskapet. Särskilt vid Höga kusten söder om Örnsköldsvik är landskapet mycket kuperat, vilket skapat behov av många tunnlar. Älvarna kräver också långa broar. Antalet broar ökas också eftersom man vill ha planskilda vägkorsningar överallt. Några av landets längsta broar och tunnlar finns längs banan.
- Broar: 144 st
- Tunnlar: 16 st, 25 km sammanlagt
- Längsta broar:

- - Umeälvsbron över Umeälven, 1 938 m
  - Bron över Ångermanälven, 1 035 m
  - Bron över Nätraån, 1 014 m
  - Bron över Veckefjärden, 508 m
  - Bron över Offersjön, 480 m
  - Bron i Stöcke, 394 m
  - Bron i Hörnefors, 389 m
  - Bron över Saluån, 343 m
  - Bron över Torsån/Öfjärden, 333 m
  - Bron över Gideälven, 330 m
  - Bron i Husum, 314 m

- Längsta tunnlar:

- - Namntalltunneln, 6 000 m (sträckan Nyland–Bjästa)
  - Björnböletunneln, 5 200 m (sträckan Nyland–Bjästa)
  - Åskottunneln, 3 270 m (sträckan Nyland–Bjästa)
  - Varvsbergstunneln, 2 065 m (i Örnsköldsvik)
  - Strannebergstunneln, 1 400 m (sträckan Örnsköldsvik–Arnäsvall)
  - Hjältatunneln, 1 250 m (sträckan Arnäsvall–Mosjön)
  - Kalldalstunneln, 1 100 m (sträckan Arnäsvall–Mosjön)
  - Åsbergstunneln, 1 000 m (i Örnsköldsvik)
  - Håknästunneln, 670 m (sträckan Nordmaling–Hörnefors)
  - Hällbergstunneln, 600 m (sträckan Bjästa–Överhörnäs)
  - Öbergstunneln, 480 (nära Husum)
  - Finnborgstunneln, 400 m (sträckan Bjästa–Överhörnäs)
  - Gålnästunneln, 390 m (sträckan Överhörnäs–Örnsköldsvik)

De största broarna och tunnlarna finns inlagda i linjekartan. Den tunnelrikaste sträckan är mellan Bollstabruk och Drömme, där det på en 43 kilometer lång sträcka är 5 tunnlar med en sammanlagd längd på 19,1 kilometer.

## Signalsäkerhetssystem
Botniabanan har som första bana i Sverige utrustats med signalsäkerhetssystemet ERTMS/ETCS Nivå 2. De motorvagnar och lok som ska trafikera banan behöver då detta system. ERTMS/ETCS är en ny EU-standard. Olika nivåer av ERTMS skall införas överallt på alla banor i hela Europa på lång sikt och göra det möjligt för tåg att gå över gränserna. ERTMS är billigare för Trafikverket att nyinstallera jämfört med ATC bland annat eftersom inga optiska signaler finns i nivå 2. Dessutom skulle ändå ERTMS installerats inom några år, varvid en eventuell ATC-installation behövde rivas.
Tågen på Botniabanan behöver också svensk STM (Specific Transmission Module) för att kunna köra på ATC-sträckor utanför banan.  STM är den tågutrustning som gör att loket kan användas på banor som ännu ej är uppgraderade till ERTMS-standard, eftersom den översätter de olika nationella systemen till ERTMS-kod. I dagsläget (mars 2011) finns inte en officiell och godkänd STM tillgänglig i Sverige, utvecklingsarbetet pågår. Det har gjort att trafiken på banan inledningsvis varit mindre än den annars skulle vara.
Det är ett EU-direktiv som kräver att ERTMS skall installeras på nya banor. De första godstågen 2008-2011 gick oberoende av banans signalsäkerhetssystem, med så kallad spärrfärd (banan spärras manuellt för andra tåg). Efter persontågsinvigningen 2010 är det bara möjligt på natten och från hösten 2012 inte alls eftersom det ska gå långväga godståg dygnet runt.
Det pågår en diskussion mellan de tågoperatörer som tänkt trafikera Botniabanan och regeringen om kostnaden för att anpassa loken/motorvagnarna för ERTMS med svensk STM. Kostnaden är 1-2 miljoner kr per fordon. Bara Norrtågs första tåg och två Rc-lok hade fungerande ERTMS (utan svenska anpassningar) vid invigningen augusti 2010. Situationen har sedan dess kraftigt förbättrats.

## Kritik
Enligt en offentlig utredning utförd 2011 av Riksrevisionen uppnås inte avsikterna med Botniabanan. I utredningen drar Riksrevisionen slutsatsen att de förväntade restiderna för snabbtåg inte kommer att kunna nås, och även för regional trafik blir det en stor skillnad mellan förväntad och faktisk restid. Restiden Kramfors–Umeå på själva Botniabanan (1:20) är nära förväntat, medan restiden Stockholm–Umeå (6:23) är runt 45 minuter långsammare än förväntat, på grund av att banorna söder om Kramfors inte byggts ut som förväntat. Problemen har även oroat industrin som framfört kritik via Handelskammaren. Som nämnts tidigare utrustades Botniabanan med det helt nya trafikövervakningssystemet ERTMS vilket orsakade stora problem med trafiken, främst förseningar och inställda tåg.. ERTMS kostar så mycket för godstågsoperatörerna för bland annat ny ombordutrustning, regelbunda uppdateringar av utrustningen och trafikpåverkan under övergångsperioden att det överstiger besparingarna med snabbare bana och tyngre möjliga tåg, så att de undviker ERTMS och därmed Botniabanan.
Trafiken var 2015 fortfarande bara en bråkdel av prognoserna, 830.000 passagerare per år jämfört med prognosen 1.500.000 och 3 godståg per dygn jämfört med prognosen 18-20.